# 카사블랑카
카사블랑카(베르베르어: ⵜⴰⴷⴷⴰⵔⵜ ⵜⵓⵎⵍⵉⵍⵜ Taddart Tumlilt, 스페인어: Casablanca, 아랍어: الدار البيضاء, ad-Dār al-Bayḍāʼ / 모로코 아랍어로는 ed-dar el-Biḍa 앗다르알바이다[*])는 대서양에 위치한 모로코의 최대 도시이다. 도시 이름은 "하얀 집"을 뜻한다.
약 363만 명의 인구를 보유한 카사블랑카는 모로코의 주요한 항구일 뿐만 아니라 모로코에서 가장 규모가 크고 세계적으로 매우 잘 알려진 도시이기도 하다. 또한 마그레브 내에서도 가장 큰 도시이며, 아프리카 대륙 전체 기준으로 따져도 10위 안에 드는 큰 도시이다. 모로코의 실제 수도는 라바트이지만 경제와 무역의 중심지는 카사블랑카로 여겨진다.카사블랑카는 향이 좋은 오렌지의 생산지로도 유명하다.
카사블랑카에는 또한 모로코 내 굴지의 기업들과 그곳에 진출해 있는 외국 기업들이 본사와 주요 산업 시설들을 두고 있다. 그리고 산업 통계를 보면 카사블랑카가 모로코 내에서 산업 중심지로서 오랜 세월 동안 역할을 담당해왔다는 사실을 알 수 있다.
그 밖에도 카사블랑카에는 왕립 모로코 해군이 주둔한 제1기지가 있다. 그리고 카사블랑카 항구는 인공 항구 중에서 마그레브와 서아랍권에서 가장 가장 크고 세계에서도 가장 큰 축에 속한다.

## 역사

### 프랑스 보호령 전
오늘날 카사블랑카 지역은 적어도 7세기까지 베르베르인들이 정주했었다. 당시 안파로 이름지어졌던 그 지역에 작은 독립왕국이 아랍 무슬림 지배에 대한 응답으로 그 지역에 생겨났으며 1068년 알모라비드 왕조에 의해 정복될때까지 지속되었다.

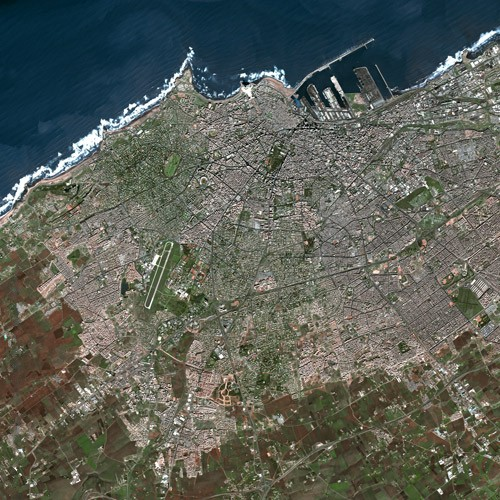
위성으로부터 보여지는 카사블랑카

14세기 동안, 마리니드 왕조에 속하는 안파는 항구로서 중요한 지위속에 떠올랐다. 15세기 초기, 그 마을은 다시 한번 독립 국가가 되었으며 해적과 선원들을 위한 안전한 항구로서 알려졌으며, 1468년 마을을 파괴했던 포르투갈인들에 의해 목표가 되도록 이끌었다.
포르투갈인이 1515년 군대 요새를 세우기 위하여 안파의 폐허를 이용했다. 그곳 주변에서 자라났던 그 마을은 포르투갈어로 "하얀 집"을 뜻하는 "카사 블랑카"로 불렸다.
1580년과 1640년 사이, 카사 블랑카는 스페인의 일부였으며 후에 그곳은 다시 포르투갈의 지역이 되었다. 유럽의 식민주의자들이 그 마을의 대부분을 파괴했던 수반된 지진이 일어났던 1755년 완벽하게 그 지역을 단념했다.
그 마을은 이말리 이븐 샤리프의 손자인 술탄 모하마드 벤 압달라(1756년 ~ 1790년)에 의해 재건되었다. 그 마을은 아랍어로 الدار البيضاء ad-Dār al-Bayḍāʼ(하얀 집)과 스페인어로 카사 블랑카로 불리었다.
19세기 그 지역의 인구는 카사블랑카가 영국에서 붐이 일어나는 직물 산업에 양모의 주요한 공급처가 됨에 따라 성장하기 시작했으며 선적 수송량이 증가했다. (그 대신에 영국은 모로코의 현재 유명한 국민 차인 주차(珠茶)를 수입하기 시작했다.) 1860년대 까지, 약 5,000 명의 거주자가 있었으며 인구는 1880년 후반까지 대충 10,000명까지 성장했다. 카사블랑카는 프랑스의 정복과 1906년에 술탄령안에 최초의 통치자로 그 마을에 프랑스 식민주의자의 출현의 몇 년안에 12,000여명에 도달한 인구와 함께, 알맞게 규격화된 항구로 남았다. 1921년까지 이곳은 판자촌 개발을 통하여 110,000명까지 올라갔다.

### 프랑스 지배

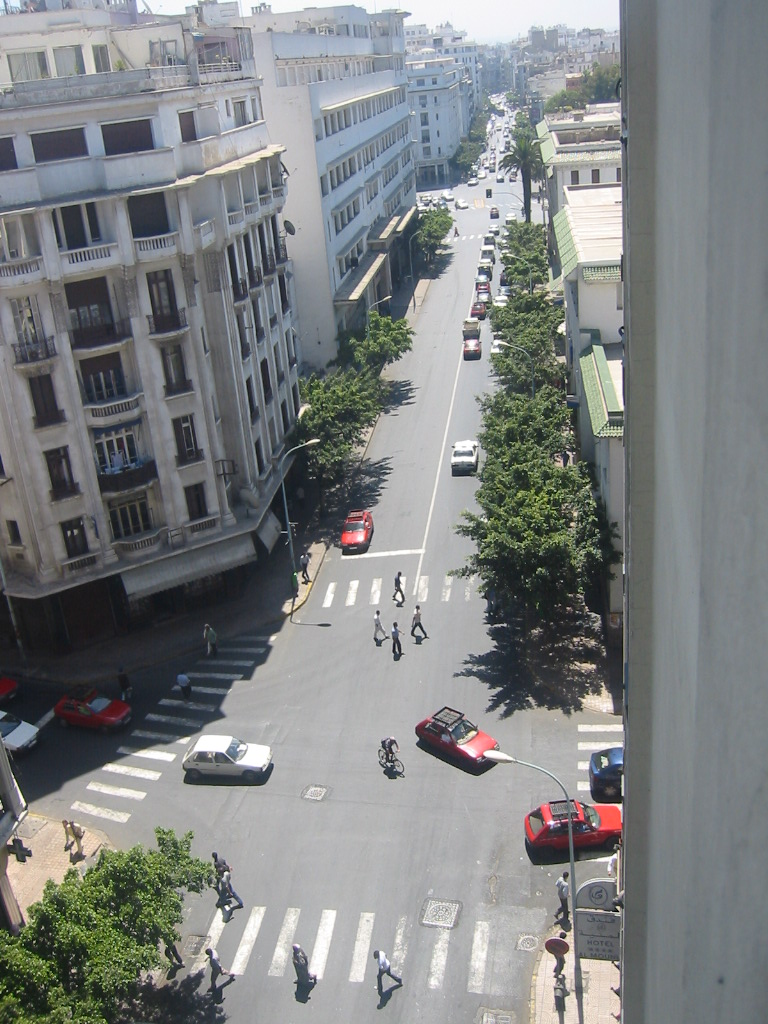
카사카블랑카 중심부에 있는 파리 대로의 경치

1907년 6월, 프랑스가 항구 근처에 묘지를 통하여 지나가는 경편철도(軽便鉄道)를 건설하려는 시도를 했다. 거주자들은 프랑스인 노동자들을 공격했으며 폭동이 일어났다. 프랑스 군대가 질서를 회복하기 위하여 상륙했으며 군대는 마을에 심각한 피해를 준 뒤 목적을 완수했다. 당시 프랑스는 카사블랑카를 장악했다. 이것은 비록 프랑스의 카사블랑카 지배가 1910년까지 공식화되지 않았을지라도 식민지화의 과정을 효과적으로 시작했다.
유명한 1942년의 영화 《카사블랑카》가 경합하는 유럽 열강들 사이 세력의 무대로서 그곳을 묘사하는 그 당시 시의 식민 상태를 나타냈으며 그 지역 주민에 대하여 약간의 언급과 함께 상연되었다. 그 영화의 방대한 전 세계적인 캐릭터 배역(미국인, 프랑스인, 독일인, 체코인, 노르웨인인, 불가리아인, 러시아인, 다소의 다른 국민)은 단 하나의 아랍인 캐릭터, 변두리 역할의 도어맨 "압둘"을 포함한다.
1940년대와 1950년대 사이, 카사블랑카는 반프랑스 폭동이 일어나는 주요한 중심이었다.

### 카사블랑카 회담
카사블랑카는 제2차 세계대전 동안 중요한 전략적인 항구였으며 1943년 윈스턴 처칠과 프랭클린 D. 루스벨트가 전쟁의 진행을 토론했던 카사블랑카 회담을 주최했다. 카사블랑카는 제2차 세계대전 동안 유럽의 작전장 (European Theater of Operations)을 위하여 모든 미국의 항공기가 작전을 행하는 지역이었던, 규모가 큰 미국 공군기지의 소재지였다.

### 독립 이후
모로코는 1956년 3월 2일 프랑스로부터 독립했다.
1930년 카사블랑카는 그랑프리(Grand Prix)를 개최했다. 그 경주는 새로운 안파 경주로에서 열렸다. 1958년 그랑프리가 아인-디압 서키트에서 열렸다(모로코 그랑프리). 1983년 카사블랑카가 지중해경기대회(Mediterranean Games)를 개최했다.
도시는 현재 관광 산업을 발전시키는중이다. 카사블랑카는 모로코의 경제와 상업 수도가 되었으며, 반면에 라바트는 정치 수도이다.
2000년 3월 여성의 무리들이 카사블랑카에서 모로코에 여성의 법적 지위에 대해 교정을 요구하는 데모를 준비했다. 40,000명의 여성이 참석해서, 일부다처제에 금지와 이혼법의 도입 (그 당시에 이혼은 순수하게 종규적인 절차로 행해지고 있었음)을 외쳤다. 2000년에 시작한 변화에 대한 움직임은 무함마드 6세 국왕에게 영향을 끼쳤으며 그는 2004년 새로운 무다와나 혹은 가족법을 제정하면서, 여성의 권리 행동주의자들의 요구 중 약간에 응했다.
2003년 5월 16일, 카사블랑카는 모로코인들에 의해 실행된 복합적인 자살 폭탄 공격에 의해 덮쳤을 때 33명의 시민들이 죽고 100명 이상이 다쳤으며 알카에다에 연관되었다고 몇몇에 의해 주장되었다.
자살 폭탄의 일련이 2007년 도시를 강타했다. 용의자 병사가 2007년 3월 11일 카사블랑카 인터넷 카페에서 스스로를 폭파시켰다. 4월 10일, 3명의 자살 폭파범들이 그들의 집의 경찰 습격 동안 스스로를 폭파시켰다. 4월 12일, 경찰은 도시 둘레에 바리케이드를 세웠으며 그 습격에서 탈출했던 2명 이상의 남자를 구류시켰다. 4월 14일, 두 명의 형제가 카사블랑카 시내 (미국 영사관에서 한 명, 미국 언어 센터에서 한 명)에서 자살 폭탄을 실행했다. 한 사람만이 그 폭파범들로부터 부상을 입었지만 영사관은 한 달 이상 동안 닫혀 있었다.

## 기후
| 카사블랑카의 기후                                                                                               | 카사블랑카의 기후 | 카사블랑카의 기후 | 카사블랑카의 기후 | 카사블랑카의 기후 | 카사블랑카의 기후 | 카사블랑카의 기후 | 카사블랑카의 기후 | 카사블랑카의 기후 | 카사블랑카의 기후 | 카사블랑카의 기후 | 카사블랑카의 기후 | 카사블랑카의 기후 | 카사블랑카의 기후 |
| 월 | 1월               | 2월               | 3월               | 4월               | 5월               | 6월               | 7월               | 8월               | 9월               | 10월              | 11월              | 12월              | 연간              |
| --- | ----------------- | ----------------- | ----------------- | ----------------- | ----------------- | ----------------- | ----------------- | ----------------- | ----------------- | ----------------- | ----------------- | ----------------- | ----------------- |
| 역대 최고 기온 °C (°F)                                                                                          | 31.3 (88.3)       | 35.3 (95.5)       | 37.3 (99.1)       | 37.0 (98.6)       | 38.6 (101.5)      | 38.6 (101.5)      | 42.2 (108.0)      | 40.8 (105.4)      | 40.6 (105.1)      | 37.8 (100.0)      | 35.0 (95.0)       | 30.3 (86.5)       | 42.2 (108.0)      |
| 일평균 최고 기온 °C (°F)                                                                                        | 17.6 (63.7)       | 18.1 (64.6)       | 19.7 (67.5)       | 20.6 (69.1)       | 22.7 (72.9)       | 24.6 (76.3)       | 26.1 (79.0)       | 26.7 (80.1)       | 25.9 (78.6)       | 24.3 (75.7)       | 21.0 (69.8)       | 18.9 (66.0)       | 22.2 (72.0)       |
| 일일 평균 기온 °C (°F)                                                                                          | 13.3 (55.9)       | 13.9 (57.0)       | 15.7 (60.3)       | 17.0 (62.6)       | 19.4 (66.9)       | 21.7 (71.1)       | 23.3 (73.9)       | 23.9 (75.0)       | 22.7 (72.9)       | 20.6 (69.1)       | 17.0 (62.6)       | 14.7 (58.5)       | 18.6 (65.5)       |
| 일평균 최저 기온 °C (°F)                                                                                        | 8.9 (48.0)        | 9.7 (49.5)        | 11.6 (52.9)       | 13.3 (55.9)       | 15.9 (60.6)       | 18.7 (65.7)       | 20.5 (68.9)       | 21.0 (69.8)       | 19.5 (67.1)       | 16.8 (62.2)       | 12.8 (55.0)       | 10.5 (50.9)       | 14.9 (58.8)       |
| 역대 최저 기온 °C (°F)                                                                                          | −1.5 (29.3)       | 0.3 (32.5)        | 2.8 (37.0)        | 5.0 (41.0)        | 7.2 (45.0)        | 10.0 (50.0)       | 12.0 (53.6)       | 13.0 (55.4)       | 10.8 (51.4)       | 7.0 (44.6)        | 2.0 (35.6)        | 1.0 (33.8)        | −1.5 (29.3)       |
| 평균 강수량 mm (인치)                                                                                           | 61.9 (2.44)       | 49.7 (1.96)       | 42.5 (1.67)       | 33.5 (1.32)       | 13.6 (0.54)       | 2.5 (0.10)        | 0.5 (0.02)        | 0.4 (0.02)        | 11.7 (0.46)       | 45.3 (1.78)       | 84.4 (3.32)       | 62.2 (2.45)       | 408.2 (16.07)     |
| 평균 강수일수 (≥ 1.0 mm)                                                                                        | 6.5               | 6.1               | 6.0               | 4.7               | 2.2               | 0.7               | 0.1               | 0.0               | 1.8               | 5.1               | 6.7               | 6.5               | 46.4              |
| 평균 상대 습도 (%)                                                                                              | 83                | 83                | 82                | 80                | 79                | 81                | 82                | 83                | 83                | 82                | 82                | 84                | 82                |
| 평균 월간 일조시간                                                                                              | 203.0             | 200.0             | 246.8             | 269.4             | 305.4             | 296.0             | 305.1             | 297.2             | 263.1             | 240.8             | 208.0             | 195.2             | 3,030             |
| 출처 1: 미국 해양대기청 (평년값: 1991년~2020년, 극값: 1941년~현재, 일조시간: 1981년~2010년), OMIGET (극값 일부) |                   |                   |                   |                   |                   |                   |                   |                   |                   |                   |                   |                   |                   |
| 출처 2: 독일 기상청 (상대습도: 1949년~1993년, 극값: 1941년~1993년)                                              |                   |                   |                   |                   |                   |                   |                   |                   |                   |                   |                   |                   |                   |

## 자매결연
- 시카고 미국(1982년)
- 상하이 중화인민공화국 (1986년)
- 파리시 프랑스
- 뉴욕 미국
- 보르도 프랑스 (1988년)